# Поліксен (син Агасфена)
Поліксен (дав.-гр. Πολύξενος, у Гомера дав.-гр. Πολύξεινος) — персонаж давньогрецької міфології,  цар Еліди.

## Життепис
Син Агасфена та Пелоріди, онук Авгія. Був одним з женихів Єлени Прекрасної, після похищення котрої Парісом, виконуючи клятву взяв участь у поході греків на Трою. Кількість кораблів, на котрих він привів свої війська, різниться у давніх авторів. Гомер у Каталозі кораблів зазначає десять кораблів, а більш пізній автор Гігін пише про сорок кораблів. Хоча за Гомером сорок, це чисельність всіх еолійських кораблів, на котрих припливли чотири царі. Один з небагатьох грецьких ватажків, що зміг безпечно повернутися додому. По поверненні у Поліксена народився син Амфімах, згідно Павсанію цар назвав свого сина на честь свого товариша, який загинув під Іліоном, Амфімаха, сина Ктеата. Коли Одіссей, після свого повернення з подорожі, став перевіряти свої стада в Еліді, він завітав до Поліксена. Останній подарував гостю чашу.
Псевдо-Аполлодор також згадує Поліксена у другій книзі «Міфологічної бібліотеки». Тафійці, після того як вкрали худобу у Електріона, віддали її Поліксену царю Еліди. Згодом Амфітріон викупив худобу та повернув власнику. Цей епізод має хронологічні проблеми, бо у такому разі Поліксен повинен був жити за два покоління до Троянської війни, а Павсаній у розповіді про Еліду пише лише одного царя з таким ім'ям.

## Астероїд
На честь Поліксена названий один з троянських астероїдів Юпітера, відкритий у 1973 році нідерландськими астрономами Корнелісом Йоганнесом ван Гаутеном, Інгрід ван Гаутен-Гроневельд та Томом Герельсом.